# Letopisy Vukogvazdské družiny
Letopisy Vukogvazdské družiny (zkráceně LVD) je knižní fantasy série, jejímiž autory jsou Jan Kravčík a kolektiv autorů, souhrnně se označující jako Vukogvazdská družina. Jde o volně navazující dobrodružné příběhy, odehrávající se ve fantastickém světě Vukogvazdu (Vlčím hvozdě), jejichž hlavními protagonisty jsou prostí lidé, zpravidla na okraji společnosti, kteří jsou nuceni protloukat se světem jako dobrodruzi. 
Příběhy v knihách jsou inspirovány dobrodružstvími, která autoři zažili při hraní hry na hrdiny Dračí doupě. 
Série začala vycházet v roce 2011, v letech 2013, 2015 a 2017 vyšla její pokračování. Vydání pátého svazku bylo oznámeno na rok 2024.

## Svazek prvý
První díl LVD vyšel v říjnu roku 2011. Autorem obálky je polský ilustrátor Piotr Cieslinśki, vnitřní černobílé ilustrace nakreslila finská historička a komiksová kreslířka Ainur Elmgrenová, finální úpravy prováděla její sestra Tinet. Kniha se skládá ze tří příběhů:
- Salaš v horách
- Starý Důl
- Štvanice

## Svazek druhý
Druhý díl LVD vyšel v říjnu roku 2013. Obálku připravil opět Piotr Cieśliński, vnitřní černobílé ilustrace nakreslil Dominik Broniek, polský ilustrátor žijící v Nizozemsku. Kniha obsahuje tyto tři příběhy:
- Malí páni
- Varogovo požehnání
- O ovcích a orlech

## Svazek třetí
Třetí díl LVD vyšel v dubnu roku 2015. Autorem obálek a ilustrací je Dominik Broniek. Kniha se skládá ze tří příběhů:
- Dračí lejno
- Polibek harpyje
- Vánice

## Svazek čtvrtý
Čtvrtý díl LVD vyšel v listopadu roku 2017. Autorem obálky je Piotr Cieslinśki, knihu ilustroval Dominik Broniek. Kniha se skládá ze tří příběhů:
- Měď nad zlato
- Kudúcká veselka
- Za Rageburk!

### Recenze
- http://fantasya.cz/clanek/letopisy-vukogvazdske-druziny-svazek-prvy-draci-doupe-z-jineho-uhlu-pohledu
- https://web.archive.org/web/20171013231922/http://sarden.cz/node/6668
- http://www.mfantasy.cz/2012/09/letopisy-vukogvazdske-druziny-recenze/ Archivováno 5. 8. 2016 na Wayback Machine.
- https://fanzine.topzine.cz/recenze-kniha-letopisy-vukogvazdske-druziny-nabizi-dost-spiny-pro-vsechny Archivováno 16. 4. 2017 na Wayback Machine.